# Jägerweiher (Neukirch)
Der Jägerweiher ist ein Stillgewässer im Gebiet der baden-württembergischen Gemeinde Neukirch im Bodenseekreis in Deutschland.

## Lage
Der rund vier Hektar große Jägerweiher, 2,5 Kilometer nordwestlich der Neukircher Ortsmitte, zwischen den Weilern Landholz, Russenried, Schnaidt und Zannau, auf einer Höhe von etwa 560 m ü. NHN gelegen, gehört naturräumlich zum Westallgäuer Hügelland. Er ist Bestandteil des 1990 ausgewiesenen und nach ihm benannten Naturschutzgebiets Jägerweiher.
Er ist heute der letzte verbliebene Weiher einer Weihergruppe im Tal der Schwarzach, die seinerzeit zum Mühlenbetrieb und für die Fischhaltung dienten.

## Hydrologie
Der Jägerweiher entstand gegen Ende der letzten Eiszeit, vor circa 16.000 Jahren, als Schmelzwassersee. Die Größe des Seebeckens beträgt 3,9 Hektar, die Länge etwa 230 Meter, die Breite 110 Meter. Der Zulauf des Jägerweihers erfolgt über Wiesengräben und aus dem den Weiher umgebenden Wald des Unteren Langenbergs, der Abfluss über einen Bach in nordwestliche Richtung zur Schwarzach und weiter in die Schussen.

## Ökologie
Seit 2010 ist die Gemeinde Neukirch mit dem Kreuzweiher, Langensee, Mahlweiher in Ebersberg und Jägerweiher wieder am Aktionsprogramm zur Sanierung oberschwäbischer Seen beteiligt. Ein wichtiges Ziel dieses Seenprogramms ist, Nährstoffeinträge in Bäche, Seen und Weiher zu verringern und die Gewässer dadurch in ihrem Zustand zu verbessern und zu erhalten.
| Jahr                       | 2010 | 2015 | 2020 |
| Gesamt PO4-Phosphor (µg/l) | 40   | 39   | 45   |
| Trophiestufe               |      |      | e1   |

## Nutzung
Der Jägerweiher wird heute zu Zwecken der Fischerei und des Badebetriebs in einem begrenzten Gebiet am nordöstlichen Ufer genutzt.

## Flora und Fauna
Im Bereich des Weihers beobachtete Pflanzen
- Gras-Laichkraut (Potamogeton gramineus), eine Art aus der Familie der Laichkrautgewächse
- Raues Hornblatt (Ceratophyllum demersum), eine untergetaucht lebende Wasserpflanze aus der Familie der Hornblattgewächse
- Sumpfdotterblume (Caltha palustris), eine Art aus der Familie der Hahnenfußgewächse
- Teich-Schachtelhalm (Equisetum fluviatile), eine Wasser- bzw. Uferpflanze aus der Familie der Schachtelhalmgewächse
- Wasser-Knöterich (Persicaria amphibia), eine Pflanzenart aus der Familie der Knöterichgewächse
- Weiße Seerose (Nymphaea alba), im Volksmund oft als Wasserlilie bezeichnet, eine Art aus der Familie der Seerosengewächse

und Tiere
- Blässhuhn (Fulica atra), eine Art aus der Familie der Rallen
- Rohrammer (Emberiza schoeniclus), auch Rohrspatz genannt, ist eine Vogelart aus der Familie der Ammern
- Teichralle (Gallinula chloropus), häufig auch als Teichhuhn bezeichnet, ebenfalls eine Art aus der Familie der Rallen
- Teichrohrsänger (Acrocephalus scirpaceus), eine Singvogelart aus der Familie der Grasmückenartigen
- Zwergtaucher (Tachybaptus ruficollis), eine Art aus der Familie der Lappentaucher

## Wanderwege
Am Weiher entlang verlaufen einige ausgeschilderte Wanderwege, unter anderem die zweite Etappe des Jubiläumswegs Bodenseekreis, ein 111 Kilometer langer Wanderweg, der 1998 zum 25-jährigen Bestehen des Bodenseekreises ausgeschildert wurde. Er führt über sechs Etappen durch das Hinterland des Bodensees von Kressbronn über Neukirch, Meckenbeuren, Markdorf, Heiligenberg und Owingen nach Überlingen.

## Fotos

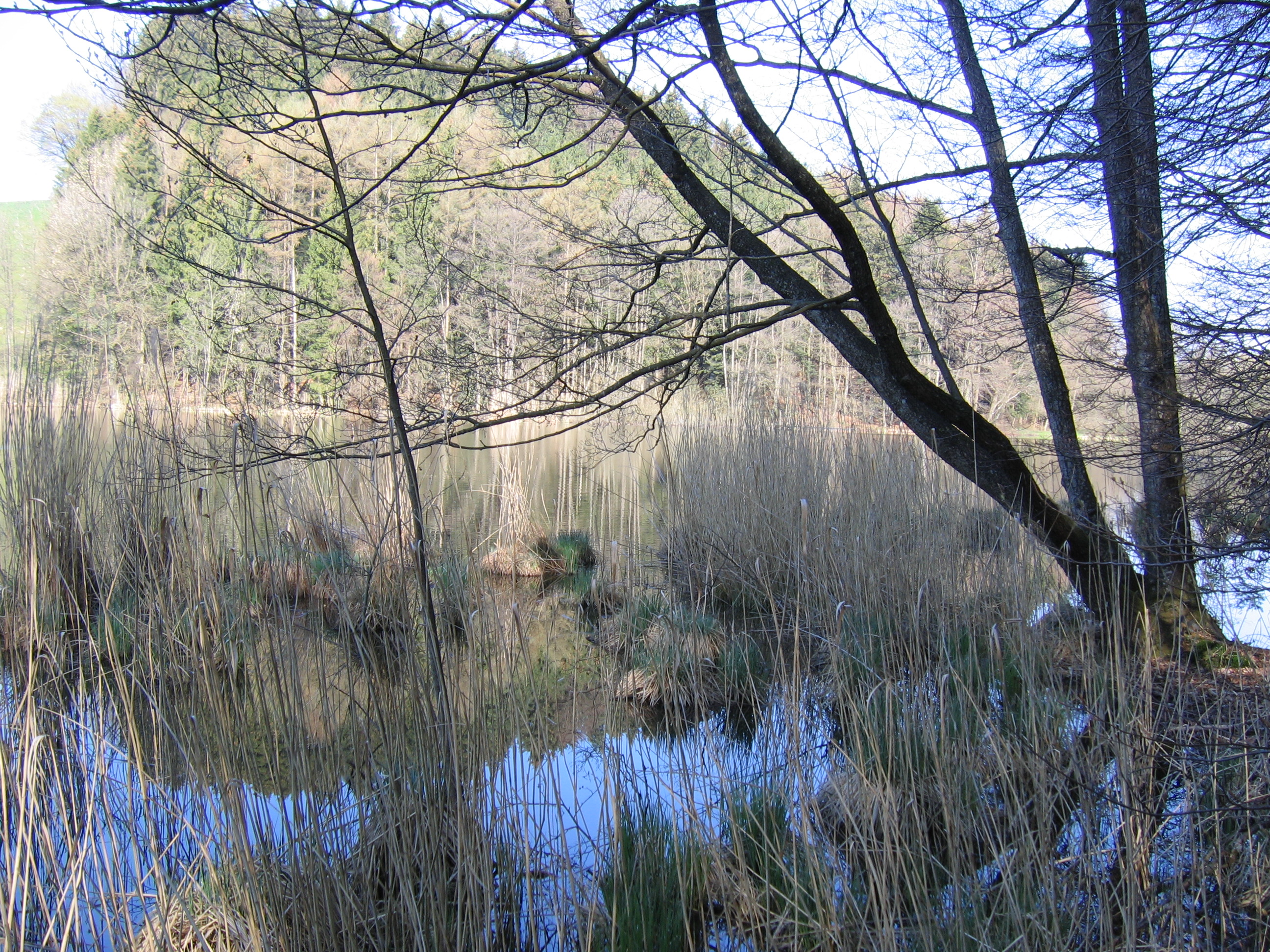
Verlandungszone am Nordufer des Jägerweihers
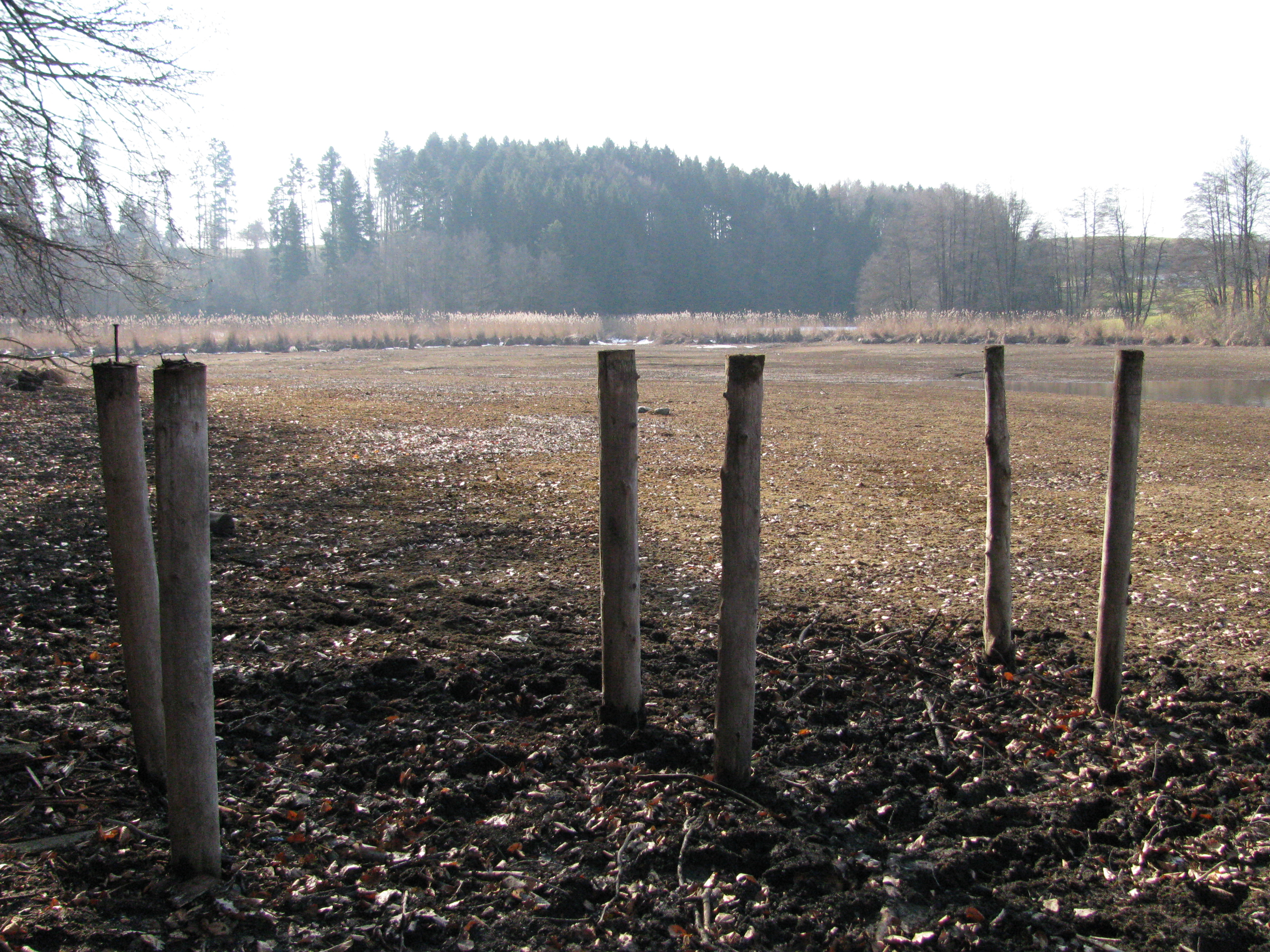
Abgelassener Weiher (Februar 2011)